# Permisküla
Permisküla est un village de 16 habitants de la Commune de Illuka du Comté de Viru-Est en Estonie. 